# Ptilinopus aurantiifrons
El tilopo frentiáureo (Ptilinopus aurantiifrons), también llamado tilopo de frente naranja, es una especie de ave columbiforme de la familia Columbidae, propia de Indonesia y Papúa Nueva Guinea. 

## Distribución y hábitat
Se la encuentra en Indonesia y Papúa Nueva Guinea. Sus hábitats naturales son los bosques bajos húmedos subtropicales o tropicales y los manglares subtropicales o tropicales.